# Hegra (Madáin Sálih)

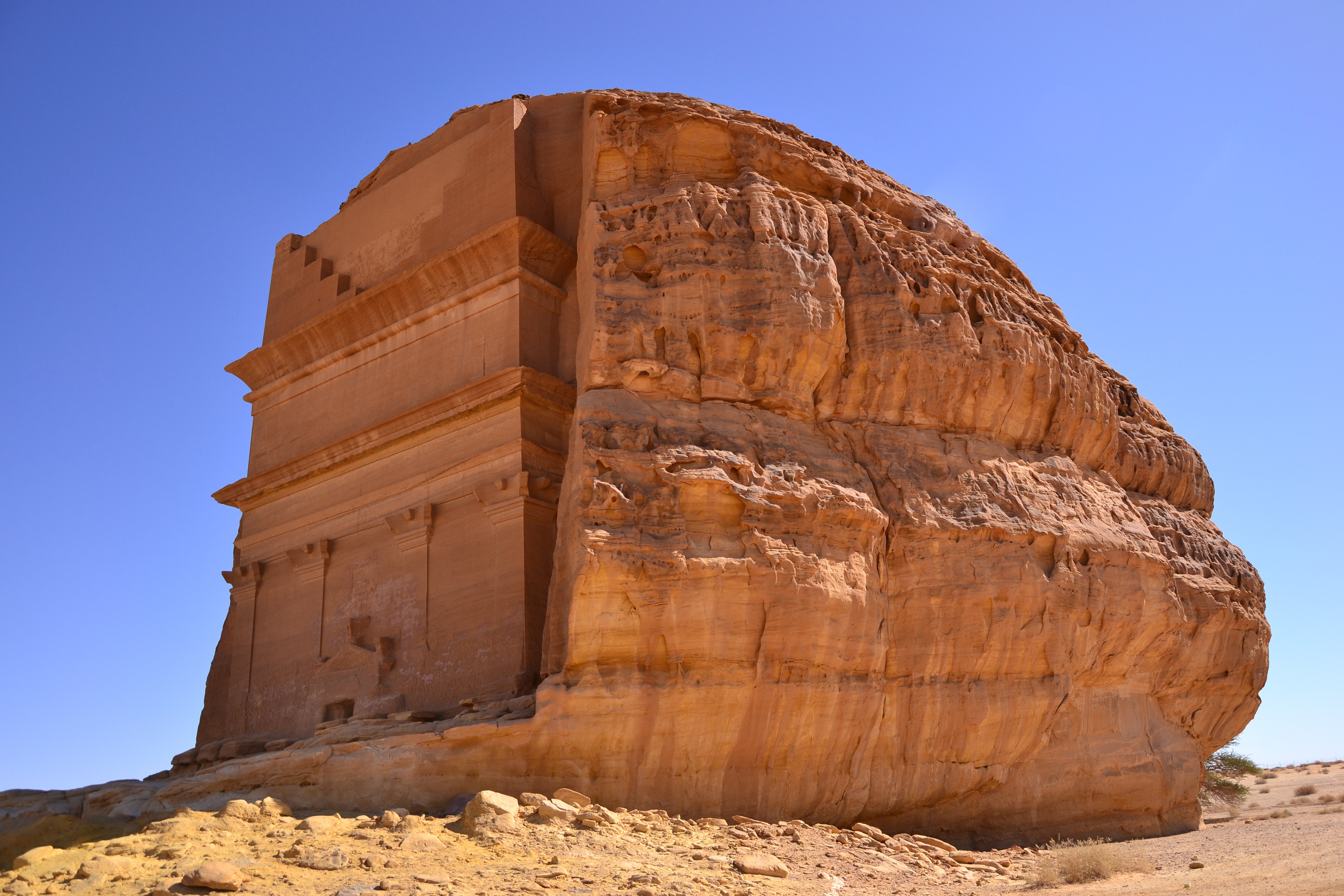
Pohled na Madáin Sálih

Hegra (řecky Ἔγρα), známé též jako Madáin Sálih (arabsky مَدَائِن صَالِح‎, madāʼin Ṣāliḥ; v překladu „Město Sáliha“) nebo Al-Hidžr (arabsky ٱلْحِجْر‎), je archeologické naleziště, nacházející se v guvernorátu Al-Ula v provincii Medína, která leží v regionu Hidžáz v Saúdské Arábii. Většina pozůstatků pochází z dob Nabatejského království (1. století př. n. l.). Po Petře (ležící v dnešním Jordánsku), která byla hlavním sídlem království, se jedná o jeho nejjižnější a největší osadu. V lokalitě lze nalézt také stopy po vládnutí Lihjánského království a Římské říše.
Dle koránu byla oblast osídlena Thamúdovci během dnů Sáliha, a to buď v období mezi lidmi Núha (Noe) a Húda, nebo mezi lidmi Ibráhíma (Abrahám) a Músáa (Mojžíš). Nicméně skutečnou historickou posloupnost událostí nelze z řad veršů koránu získat, protože se jeho kapitoly (viz súra) zabývají různými tématy v nechronologickém pořadí. Dle islámského textu byli Thamúdovci potrestáni Alláhem za jejich vykonávání idolatrie, kdy byli zasaženi zemětřesením a blesky. Lokalita tak získala pověst prokletého místa, kterou se však vláda snaží vyvrátit a překonat. Jejím cílem je totiž rozvíjet Madáin Sálih s potencionálním růstem cestovního ruchu.
Roku 2008 byl Madáin Sálih zařazen UNESCEM na seznam světového dědictví a stal se tak prvním saúdskoarabským místem zařazeným na takovýto seznam. Byl vybrán pro svoje velmi dobře zachovalé pozůstatky z dob pozdní antiky, a to zejména kvůli 131 do kamene vytesaným monumentálním hrobkám s jejich propracovaně zdobenými fasádami pocházejícími z období vlády Nabatejského království.

## Název
Lokalita získala za svoji dlouhou historii a množství kultur, které ji okupovaly, několik jmen. Strabón a jiní středozemní spisovatelé odkazují na nabatejskou lokalitu jako na Hegru. Použití jména Madáin Sálih odkazuje na islámského proroka (nabi) Sáliha. Název Al-Hidžr (v překladu „Kamenná země“ nebo „Kamenité místo“) se také používal pro označení lokality, a to kvůli jejímu kamenitému povrchu.

## Lokalita
Hegra leží 20 km severně od města Al-Ula, 400 km severozápadně od Medíny a 500 km jihovýchodně od Petry v Jordánsku. Al-Ištachrí ve svém díle Al-Masalík napsal:
| „              | Al-Hidžr je malá vesnice. Nálěží vádí al-Kura a nachází se uvnitř hor. Byla domovinou Thamúdovců. Viděl jsem tyto hory a jejich řezby. Jejich obydlí jsou podobná našim, ale jsou vytesána v horách, které se nazývají Ithlib. Vypadají, jako kdyby tvořily nepřerušované pohoří, avšak jsou odděleny a mají kolem sebe písečné duny. Můžete dosáhnout vrcholu hor, ale je to velmi unavující. Studna Thamúdovců, která je zmíněna ve Svatém koránu, se nachází uprostřed hor. | “ |
| — Al-Ištachrí. | |   |

Lokalita se vyskytuje na rovině, přesněji na úpatí čedičové náhorní plošiny, která je součástí Hidžázských hor. Její západní a severozápadní část obsahuje hladinu podzemní vody, která je dosažitelná v hloubce 20 metrů. Prostředí je význačné svými písečnými podmínkami s pískovcovými výchozy různých velikostí a výšek.